# Siegfried Gericke
Siegfried Gericke (* 8. September 1901 in Werben (Elbe) bei Wittenberg; † 14. November 1987 in Essen) war ein deutscher Agrikulturchemiker.

## Leben und Wirken
Siegfried Gericke, Sohn eines Theologen, studiert Chemie an den Universitäten in Münster und Göttingen, promovierte an einer Universität in Frankreich und trat 1928 als Leiter des chemischen Laboratoriums in die ein Jahr zuvor in Berlin gegründete Landwirtschaftliche Versuchsanstalt der Thomasphosphat-Erzeuger ein. Von 1935 bis 1967 leitete er diese Anstalt, die er zur zentralen Versuchsstation für die Thomasphosphat-Forschung in Deutschland ausbaute. Die im Zweiten Weltkrieg stark zerstörte Versuchsanstalt hat er 1949 in Essen-Bredeney wieder neu aufgebaut.
Gericke hat umfangreiche experimentelle Forschungsarbeiten über Wert und Wirkung der Phosphorsäure-Düngung durchgeführt. Wie kaum ein anderer Wissenschaftler in seinem Fachgebiet verstand er es, die Ergebnisse seiner Versuchstätigkeit der landwirtschaftlichen Praxis verständlich darzustellen. Insgesamt veröffentlichte er über 400 Beiträge, davon über 100 in der anstaltseigenen Zeitschrift Die Phosphorsäure, die er als Hauptschriftleiter von 1931 bis 1967 herausgegeben hat. Außerdem schrieb er zahlreiche Bücher und Schriften über die Düngung einzelner Feldfrüchte – viele davon erreichten hohe Auflagen. Für seine Verdienste als Wissenschaftler und Förderer der Landwirtschaft wurde Gericke 1966 mit der vom Verband Deutscher Landwirtschaftlicher Untersuchungs- und Forschungsanstalten gestifteten Sprengel-Liebig-Medaille in Gold ausgezeichnet.

## Schriften (Auswahl)
- Voraussetzungen und Möglichkeiten einer Ertragssteigerung im deutschen Hackfruchtbau. Limes-Verlag Wiesbaden 1947.
- Düngemittel und Düngung in der deutschen Landwirtschaft. Verlag Cronbach Berlin 1948.
- Probleme der Humuswirtschaft. In: Probleme der Wissenschaft in Vergangenheit und Gegenwart, H. 6. Herausgegeben von Gerhard Kropp. Wissenschaftliche Editionsgesellschaft Berlin 1948, S. 49–187.
- Wert und Wirkung der Phosphorsäuredüngung in der deutschen  Landwirtschaft. Tellus-Verlag Essen 1949.
- Analytische Chemie der Düngemittel. Enke-Verlag Stuttgart 1949 (= Die chemische Analyse Bd. 44).
- zusammen mit Ecke von Zezschwitz: Bodenuntersuchung und Phosphorsäuredüngung, Essen 1952
- Thomasphosphat, sein Werden und Wirken. 27. Aufl., Tellus-Verlag Essen 1962.
- Wert und Wirkung der Phosphatdüngung in der deutschen Landwirtschaft. 7. Aufl. Tellus-Verlag Essen 1966.
- Thomasphosphat in der deutschen Landwirtschaft. 3. Aufl. Tellus-Verlag Essen 1967 (m. Bibliographie S. Gericke).